# Raúl Bravo
Raúl Bravo Senfélix, född 14 april 1981 i Gandía, Valencia, är en spansk fotbollsspelare.